# Nino Kouter
Nino Kouter (Murska Sobota, 19 dicembre 1993) è un calciatore sloveno, centrocampista del NŠ Mura.

## Carriera

### Club
Nella stagione 2010-2011 ha giocato 22 partite nella seconda serie slovena con la maglia del Mura 05, ottenendo la promozione.
Nella stagione 2011-2012 prende quindi parte al campionato di massima serie; l'anno seguente gioca 7 partite in UEFA Europa League.
Il 7 agosto 2018 si è reso protagonista di una giocata stupefacente. Nel corso dell'incontro tra Mura e Domzale, valevole per la terza giornata della prima divisione slovena, ha realizzato un gol bellissimo, a lungo applaudito dai tifosi di casa.

### Nazionale
Tra il 2020 ed il 2021 ha giocato complessivamente 6 partite con la nazionale slovena.

## Palmarès

### Club

#### Competizioni nazionali
- Campionato sloveno: 2

NS Mura: 2020-2021
Celje: 2023-2024
- Coppa di Slovenia: 2

NS Mura: 2019-2020
Celje: 2024-2025